# Loi Ulo
Loi Ulo (Loi-Ulu, Loi Ulu, Loiulo) ist ein osttimoresischer Ort und Suco im Verwaltungsamt Uatucarbau (Gemeinde Viqueque).

## Der Ort

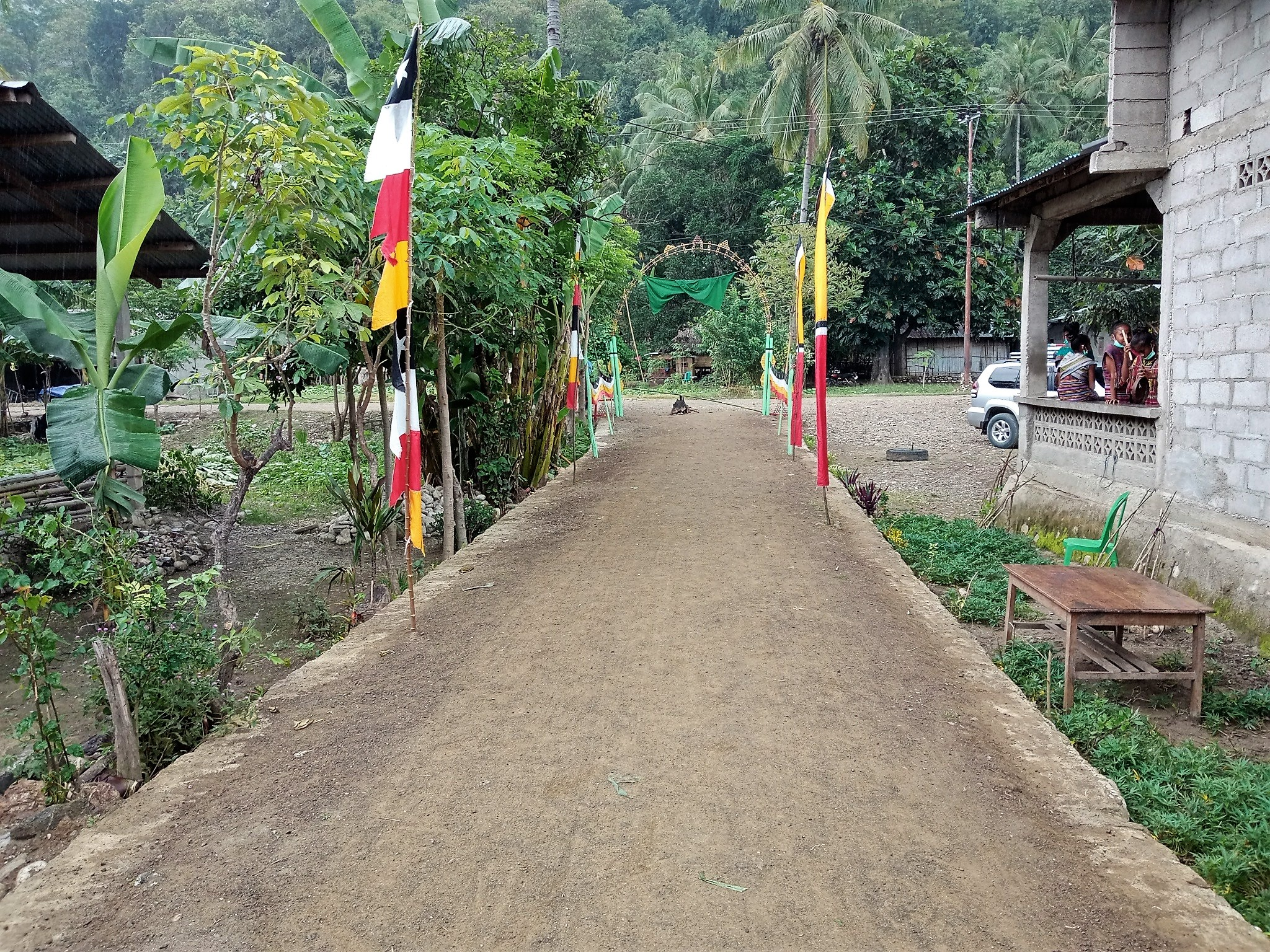
Das Dorf Loi Ulo

Der Ort Loi Ulo liegt im Osten des Sucos, auf einer Meereshöhe von 181 m.

## Der Suco
Vor der Gebietsreform 2015 hatte Uatucarbau eine Fläche von 16,94 km². Nun sind es 15,93 km². Der Suco liegt im Norden des Verwaltungsamts. Westlich befindet sich der Suco Afaloicai, südlich die Sucos Irabin de Baixo und Irabin de Cima und östlich der Suco Bahatata. Im Norden grenzt Loi Ulo an das zur Gemeinde Baucau gehörende Verwaltungsamt Baguia mit seinem Suco Larisula. Die Nordgrenze bildet der Oulauai, ein Nebenfluss des Irebere. In ihn fließt der Loissouro, der die Westgrenze von Loi Ulo streift.
Quer durch Loi Ulo führt von Nordost nach Westen eine Überlandstraße. An ihr liegen die Orte Loi Ulo, Lecoala und an Seitenstraßen Bualale, Liabuta (deutsch Weiße Höhle), Deni-Hare (Denihare), Assafadae und Macaussa. An der Nordgrenze befindet sich das Dorf Lau-Aba (Lauaba), im Südosten die Orte Irabere und Nelouai.
Im Suco befinden sich die fünf Aldeias Assafadae, Bualale, Deni-Hare, Lau-Aba und Liabuta.

## Einwohner
In Loi Ulo leben 719 Einwohner (2022), davon sind 361 Männer und 358 Frauen. Im Suco gibt es 120 Haushalte. Fast 49 % der Einwohner geben Makasae als ihre Muttersprache an. Über 47 % sprechen Naueti, über 2 % Sa’ane, Minderheiten Tetum Prasa oder Tetum Terik.

## Politik
Bei den Wahlen von 2004/2005 wurde Francisco Florindo zum Chefe de Suco gewählt. Bei den Wahlen 2009 gewann Matias da Silva de Jesus und 2016 José Luis da Silva.